# BD Большого Пса
BD Большого Пса (лат. BD Canis Majoris) — двойная затменная переменная звезда типа Алголя (EA) в созвездии Большого Пса на расстоянии приблизительно 5127 световых лет (около 1572 парсеков) от Солнца. Видимая звёздная величина звезды — от +12,6m до +11,49m. Орбитальный период — около 44,457 суток.